# Voy a quedarme
«Voy a quedarme» — песня испанского певца Блас Канто, с которой представлял Испанию на конкурсе песни «Евровидение-2021», после победы в отборе из двух песен.
Канто также представил переведенную на английский язык версию под названием «I’ll Stay». 17 мая 2021 года Блас Канто также выпустил дуэтную версию песни «I’ll Stay» с участием Джеймса Ньюмана, представителя Великобритании на конкурсе песни «Евровидение» того же года.
Песни посвящена потерями близких в жизни Канто, включая смерть его бабушки в 2020 году, а затем и смерть его отца. В интервью сайта Wiwibloggs он сказал, что песня была своего рода примирением с этими потерями. Смерть его отца наступила, когда Испания объявила о своем решении вновь утвердить исполнителя в качестве представителя Испании на конкурсе в следующем году.

## Евровидение
Песня была выбрана в качестве представителя Испании на конкурсе «Евровидение-2021», после того, как Блас Канто был выбран через «Destino Eurovisión 2021», музыкальный конкурс, который отбирает испанские заявки на участие в конкурсе песни «Евровидение». Поскольку Испания является членом «Большой пятерки», песня автоматически вышла в финал, который состоялся 22 мая 2021 года в Роттердаме, Нидерланды.